# 前郷駅
前郷駅（まえごうえき）は、秋田県由利本荘市前郷にある、由利高原鉄道鳥海山ろく線の駅である。
社員配置駅。当駅所属の駅員は居らず、矢島駅・前郷駅のローテーション勤務となっており、乗車券と定期券（JRへの連絡乗車券）の販売を行っている。

## 歴史
- 1922年（大正11年）8月1日：横荘鉄道の駅として由利郡東滝沢村に開業し、横荘鉄道西線の終着駅となる[1]。
- 1937年（昭和12年）
  - 9月1日：横荘鉄道国有化に伴い、鉄道省（矢島線）に移管[1]。
  - 12月15日：矢島線が西滝沢駅まで延伸する。
- 1949年（昭和24年）6月1日：日本国有鉄道発足。
- 1971年（昭和46年）10月1日：業務委託化および貨物取り扱い廃止[2]。
- 1972年（昭和47年）：交換設備撤去[3]。
- 1985年（昭和60年）10月1日：由利高原鉄道へ移管と同時に交換設備復活[3]。
- 2003年（平成15年）12月26日：現駅舎に改築[4]。

## 駅構造
相対式2面2線のホームを持つ地上駅。国鉄矢島線時代末期に交換設備を廃止、ホーム1面1線であったものを第3セクター転換時に列車本数増のためホームを増設し、再び交換可能とした。

### のりば
| 番線 | 路線          | 方向 | 行先         |
| ---- | ------------- | ---- | ------------ |
| 1    | ■鳥海山ろく線 | 上り | 羽後本荘方面 |
| 2    | ■鳥海山ろく線 | 下り | 矢島方面     |

## 利用状況
| 1日乗降人員推移 | 1日乗降人員推移 |
| 年度            | 1日平均人数     |
| --------------- | --------------- |
| 2011年          | 205             |
| 2012年          | 241             |
| 2013年          | 214             |
| 2014年          | 241             |
| 2015年          | 180             |
| 2016年          | 174             |
| 2017年          | 161             |
| 2018年          | 146             |
| 2019年          | 132             |
| 2020年          | 116             |
| 2021年          | 133             |
| 2022年          | 146             |

## 駅周辺
- 秋田県道171号前郷停車場線
  - 秋田県道293号西滝沢館線
- 由利本荘市役所 由利総合支所（旧・由利町役場）
- 由利郵便局
- 羽後信用金庫由利支店
- 秋田しんせい農業協同組合由利支店
- 由利本荘市立由利小学校
- 由利本荘市立由利中学校
- 由利福祉健康センター

## その他
当駅を境に閉塞方式が変わるため、羽後本荘方からの到着列車（下り）からは、スタフを受け取り、矢島方から来た列車（上り）からタブレットを受領し、対向列車は反対の受領を行う。駅員が常駐し、駅員からの手渡しで各列車への受渡しをしている。

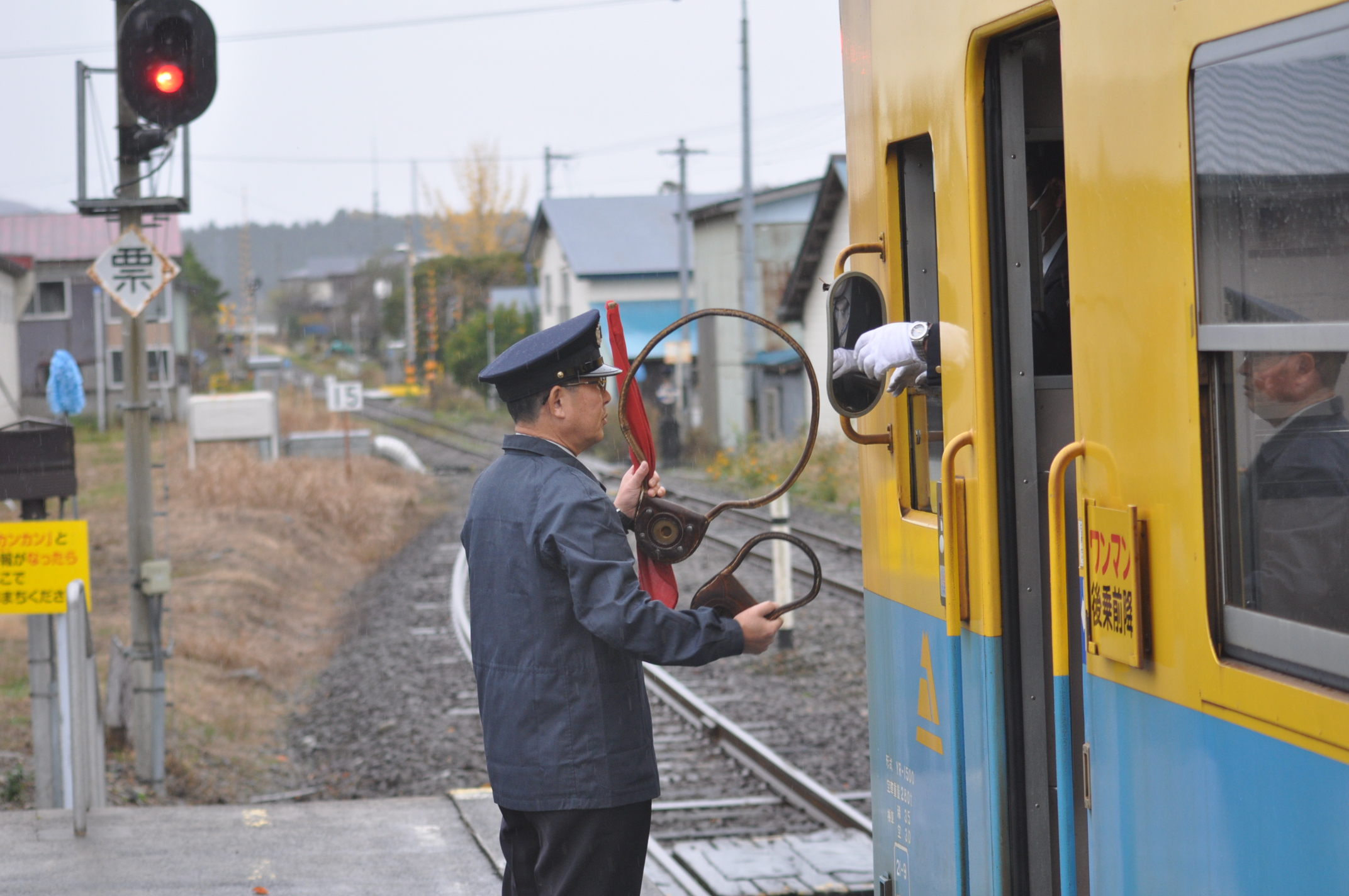
タブレットとスタフを交換する様子（2009年11月）

## 隣の駅
由利高原鉄道
■鳥海山ろく線
曲沢駅 - 前郷駅 - 久保田駅